# 公园东犹太会堂
公园东犹太会堂（Park East Synagogue）位于纽约市曼哈顿上东城的东67街163号。

## 历史
以法莲纪念会堂由拉比伯纳德·德拉克曼和乔纳斯·威尔创立，以促进犹太教正统派，替代流行在上东城的犹太教改革派。
建筑师施耐德和赫脱在纽约的下东城以及地狱厨房街区设计了许多廉价公寓。该建筑类似于这一时期的其他犹太会堂，也是摩尔复兴风格，但有一个突出的玫瑰窗。其显着的特点之一是非对称的双塔，东塔较高（这时期大多数其他犹太会堂的双塔高度相似）。双塔的装饰也不同。原来每个塔冠以一个球根状的穹顶，现已拆除。它是不到一百座幸存的19世纪美国犹太会堂之一。 
在大门上方的花岗石上，用希伯来文雕刻着诗篇100篇的经节：“当称谢着进入祂的门，赞美着进入祂的院。”
德拉克曼拉比担任精神领袖51年。他死于1945年。1952年9月1日，扎哈维被任命为该堂的拉比。他被称为正统犹太教的动态发言人。他的200多次布道见于纽约时报的报道。他和他的妻子伊迪丝，一位著名的教育家，创立了公园东日校。1957年3月16日，都柏林市长大人罗伯特·布里斯科（犹太人），在安息日上午披上祷告披巾，从都柏林来到该堂参观和祈祷。
公园东日校现在教育从幼儿期到八年级的儿童。这座犹太会堂被列入国家史迹名录。
2008年，教宗本笃十六世参观了这座犹太会堂。这是第三次教宗访问犹太会堂，在美国则是唯一的一次。教宗得到了一箱无酵饼和银宴席盤（参观时临近 逾越节）；天主教和犹太教的信徒都戴上了基巴。 